# Jacques-Laurent Agasse
 (août 2025).
Jacques-Laurent Agasse, né le 24 avril 1767 à Genève et mort le  27 décembre 1849 à Londres, est un peintre suisse.

## Biographie
Jacques-Laurent Agasse naît le 24 avril 1767 à Genève, dont il est également originaire.
Son père, Philippe Agasse, est négociant ; sa mère est née Catherine Audéoud. Il est le petit-fils d'Étienne Agasse, reçu bourgeois de Genève en 1742, arrière-petit-fils d'Étienne Agasse d'Aberdeen.
Ami de Wolfgang Adam Toepffer et de Firmin Massot, on connaît plusieurs tableaux peints par ces trois artistes : le paysage par Toepffer, les figures par Massot et les animaux par Agasse.
Issu d'une riche famille écossaise, Agasse a toutes les facilités pour développer ses goûts artistiques dans les meilleures conditions possibles. Il est encouragé par les peintres Firmin Massot et Toppfer et va à Paris où il entre dans l'atelier de Jacques-Louis David le 5 septembre 1787, puis travaille sous la direction d'Horace Vernet.. Il reste à Paris jusque vers 1798, tandis que des revers de fortune le décident à accepter les offres d'un riche anglais, qui l'emmène à Londres à la fin octobre 1800. Il y vit d'une existence modeste, et présenté au Régent 20 ans après. Il donne quelques peintures d'histoire, où les animaux ont leur place : Adonis tué par un sanglier, Alexandre domptant Bucéphale, Romulus et Rémus allaités par une louve, Androclès et son lion. Agasse est un peintre animalier d'une grande sensibilité.
Il peint un cheval arabe importé en Angleterre, le Wellesley Arabian.

## Œuvres dans les collections publiques
Aux États-Unis
- New Haven, Centre d'art britannique de Yale :
  - Guanaco, vers 1848 ;
  - Étude de renard, entre 1810 et 1830 ;
  - Zèbre, 1803.

En Suisse
- Genève, Musée d'Art et d'Histoire (MAH): La Fontaine personnifiée, 1837

- Winterthour, musée Oskar Reinhart « Am Stadtgarten » : La Place de jeu, 1830.

Œuvres de Jacques-Laurent Agasse
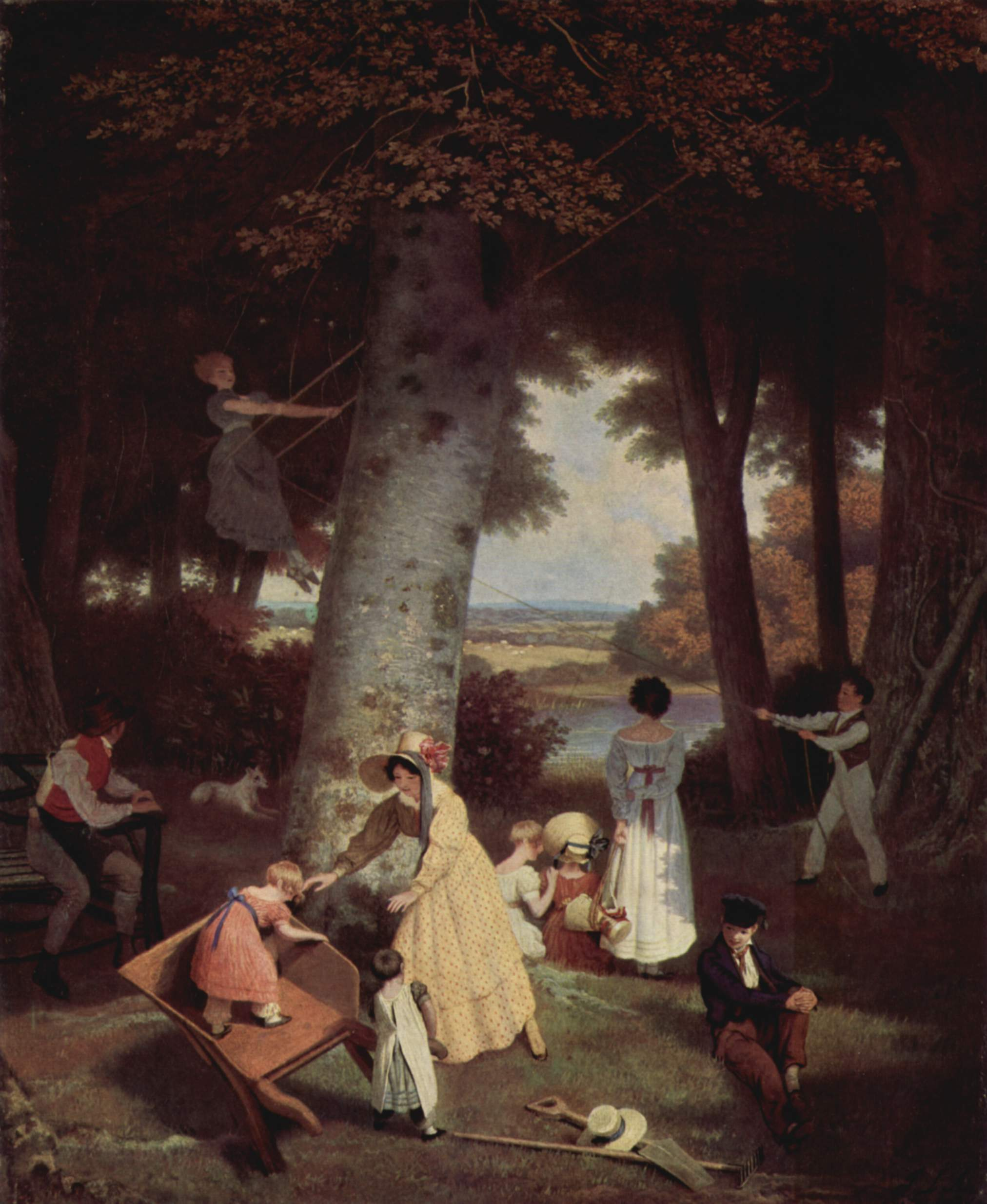
La Place de jeu (1830), Winterthour, musée Oskar Reinhart « Am Stadtgarten ».
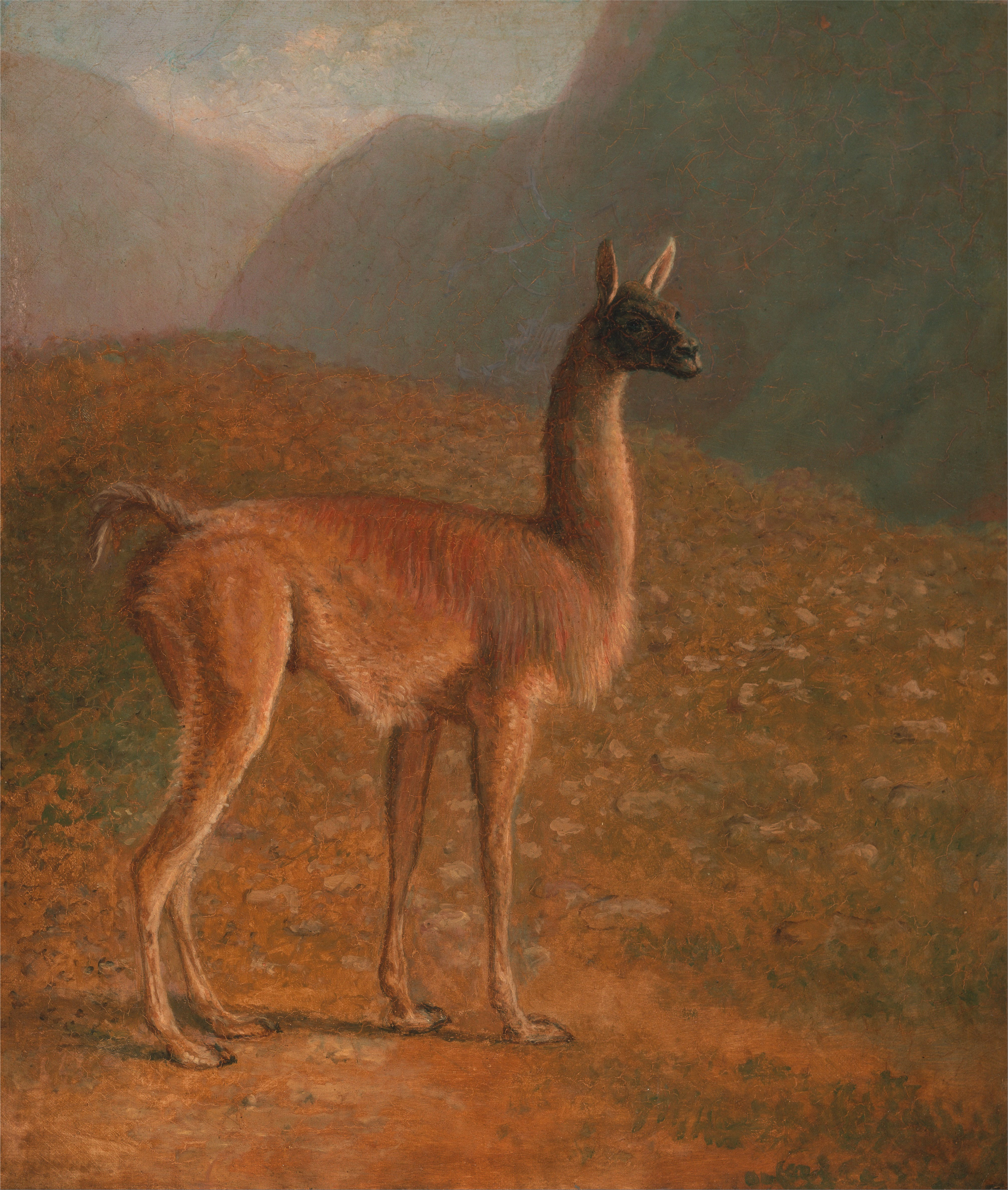
Guanaco (vers 1848), Centre d'art britannique de Yale.
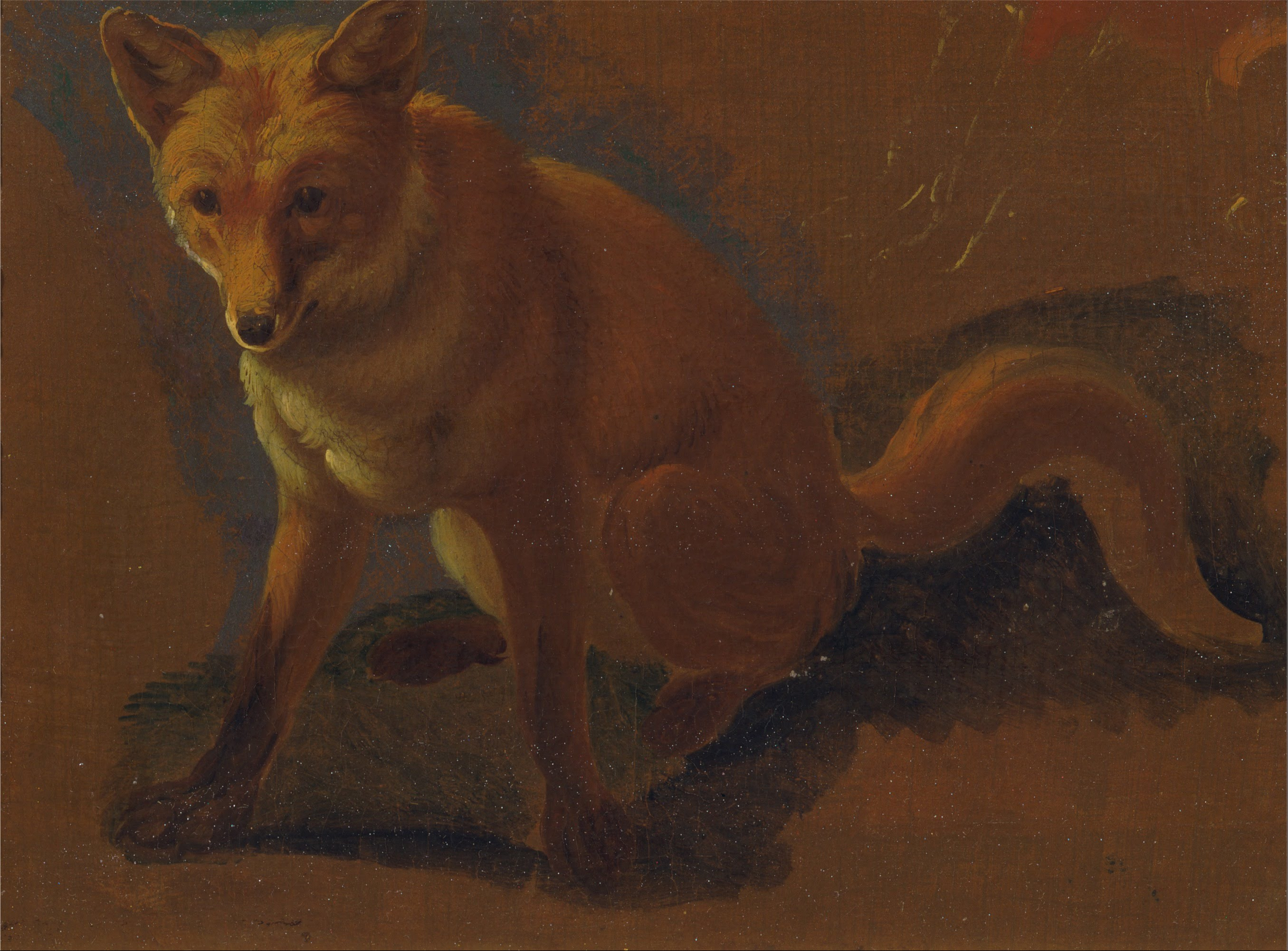
Étude de renard (entre 1810 et 1830), Centre d'art britannique de Yale.
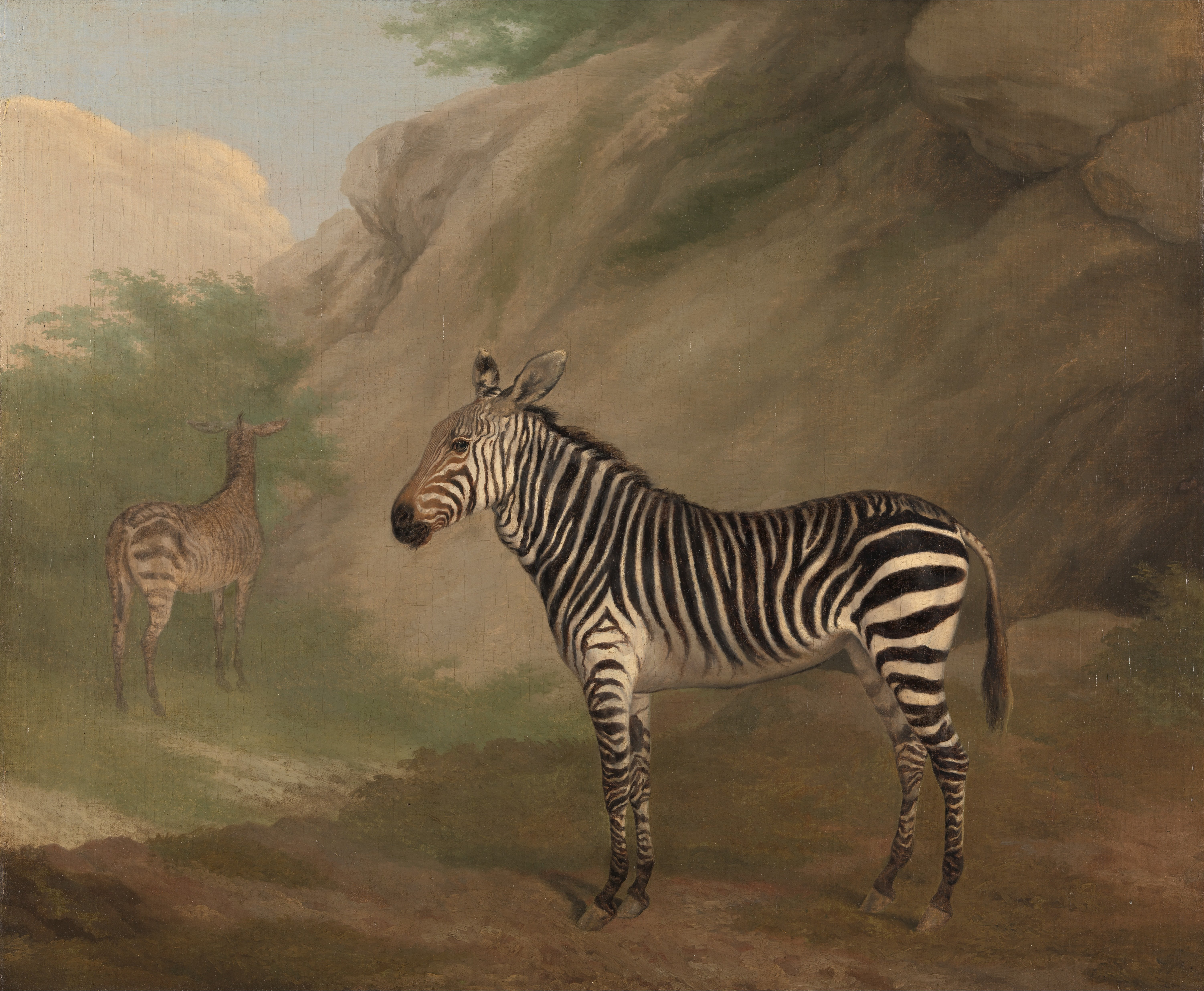
Zèbre (1803), Centre d'art britannique de Yale.
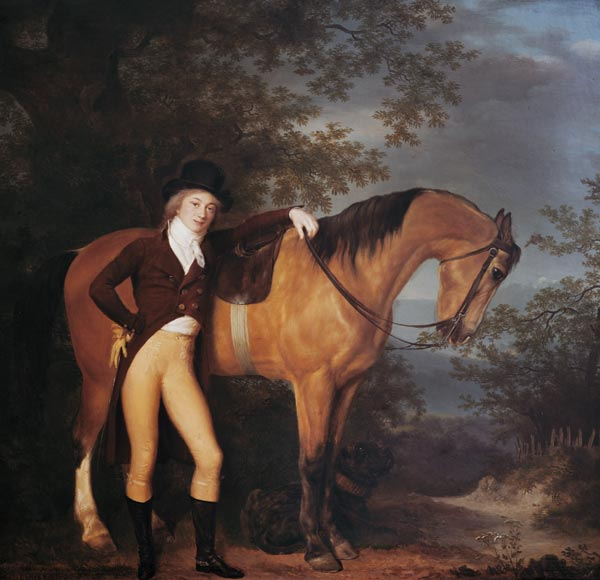
Attribué à Jacques-Laurent Agasse, Autoportrait au cheval, localisation inconnue.